# Maillet, Allier

Maillet este o comună în departamentul Allier din centrul Franței. În 1 ianuarie 2018 avea o populație de 314 de locuitori.